# Виллер-Семёз
Вилле́р-Семёз (фр. Villers-Semeuse) — коммуна во Франции, находится в регионе Шампань — Арденны. Департамент коммуны — Арденны. Административный центр кантона Виллер-Семёз. Округ коммуны — Шарлевиль-Мезьер.
Код INSEE коммуны — 08480.
Коммуна расположена приблизительно в 200 км к северо-востоку от Парижа, в 95 км севернее Шалон-ан-Шампани, в 5 км к юго-востоку от Шарлевиль-Мезьера.

## Население
Население коммуны на 2008 год составляло 3166 человек.
| 1962 | 1968 | 1975 | 1982 | 1990 | 1999 | 2008 |
| ---- | ---- | ---- | ---- | ---- | ---- | ---- |
| 3389 | 3358 | 3193 | 3074 | 3595 | 3521 | 3166 |

## Администрация
| Период | Период | Фамилия      | Партия | Должность |
| ------ | ------ | ------------ | ------ | --------- |
| 1946   | 1965   | Луи Жоли     |        |           |
| 1965   | 1971   | Марсель Наго |        |           |
| 1971   | 1977   | Луи Жоли     |        |           |
| 1977   | 2001   | Роже Обри    |        |           |
| 2001   |        | Ги Феррейра  |        |           |

## Экономика
В 2007 году среди 2112 человек в трудоспособном возрасте (15—64 лет) 1456 были экономически активными, 656 — неактивными (показатель активности — 68,9 %, в 1999 году было 70,7 %). Из 1456 активных работали 1303 человека (694 мужчины и 609 женщин), безработных было 153 (67 мужчин и 86 женщин). Среди 656 неактивных 220 человек были учениками или студентами, 229 — пенсионерами, 207 были неактивными по другим причинам.

## Достопримечательности
- Церковь Сен-Пьер (XV—XVII века). Исторический памятник с 1972 года.[4]